# ماريا جيسوس مونتيرو
ماريا جيسوس مونتيرو (من مواليد 4 فبراير 1966) مديرة مستشفى إسبانية وسياسية من حزب العمال الاشتراكي الإسباني التي شغلت منصب وزير المالية والخدمة المدنية في عهد رئيس الوزراء بيدرو سانشيز منذ عام 2018. [2]

## التعليم
مونتيرو ابنة عائلة عملت في التعليم، حاصلة على شهادة في الطب والجراحة من جامعة إشبيلية ودرجة الماجستير في الإدارة من كلية إدارة الأعمال في برشلونة.
في مؤسسات مثل مستشفى جامعة فيرجن ديل روسيو عملت مونتيرو لاحقًا كمديرة مستشفى، وشغلت مناصب مختلفة من المسؤولية طوال حياتها المهنية، والتي ترتبط بشكل أساسي بتخصص الإدارة الصحية.

## المواقف السياسية
في رسالة بعث بها إلى نظرائهما في المفوضية الأوروبية بيير موسكوفيتشي وميغيل أرياس كانيتي في مايو 2019، دعت مونتيرو ووزيرة البيئة تيريزا ريبيرا الاتحاد الأوروبي إلى تقييم ضريبة الكربون المحتملة على واردات الطاقة لحماية مصالح الكتلة والمساعدة لمتابعة أهدافها البيئية وسط قلق عام متزايد بشأن تغير المناخ.